# Rozalin Penczew
Rozalin Penczew (ur. 11 grudnia 1994 w Płowdiwie) – bułgarski siatkarz, grający na pozycji przyjmującego, reprezentant Bułgarii. 
Jego starszy brat Nikołaj jest siatkarzem oraz brat bliźniak o imieniu Czono.

## Sukcesy klubowe
Liga argentyńska:
- 2018

Liga katarska:
- 2021

## Sukcesy reprezentacyjne
Igrzyska Europejskie:
- 2015[7]

Memoriał Huberta Jerzego Wagnera:
- 2016

## Nagrody indywidualne
- 2018: Najlepszy przyjmujący w finale o Mistrzostwo Argentyny